# Leutershausen (Hohenroth)

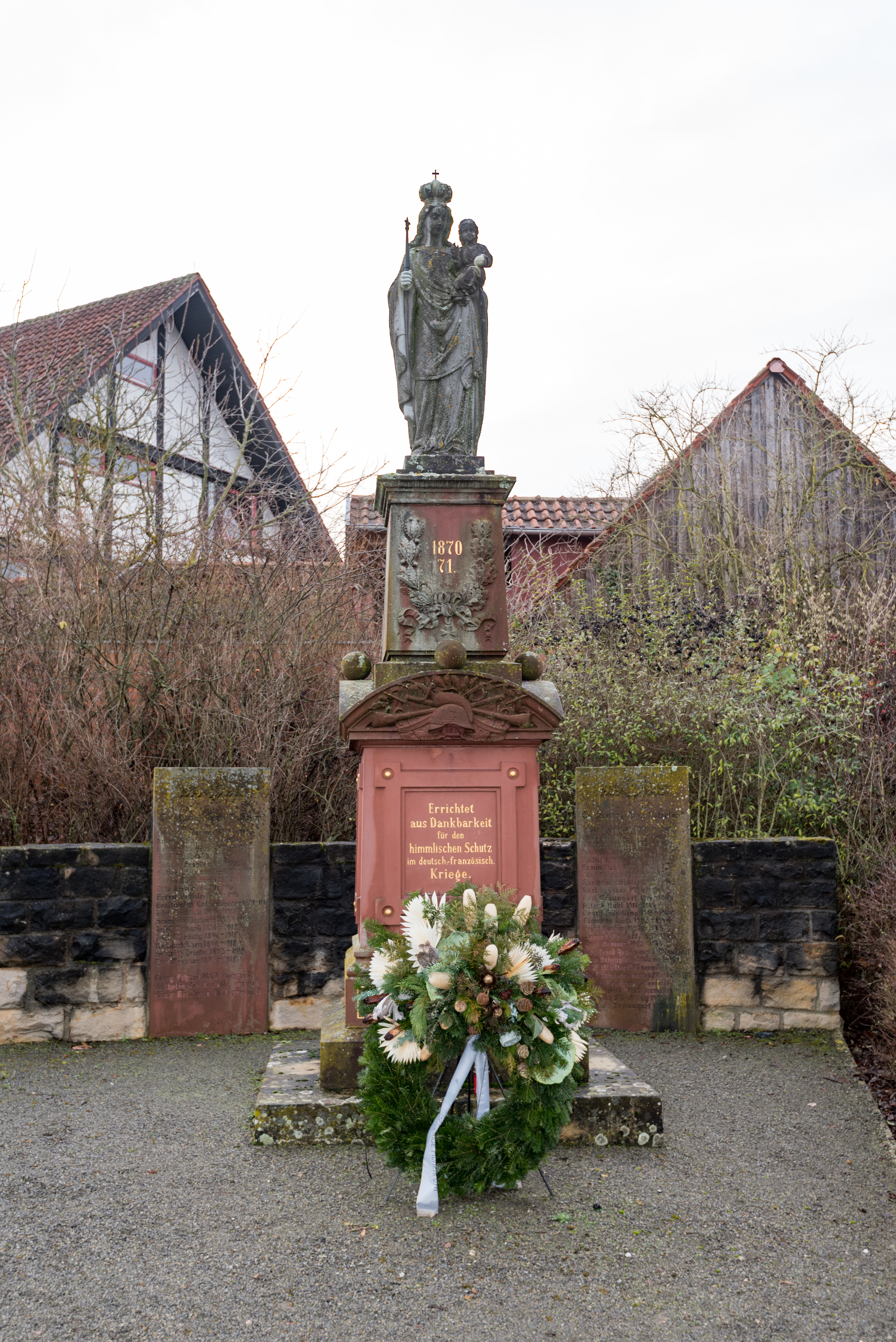
Kriegerdenkmal

Leutershausen ist ein Gemeindeteil der Gemeinde Hohenroth im unterfränkischen Landkreis Rhön-Grabfeld in Bayern. Die Gemarkung Leutershausen hat eine Fläche von 4,577 km². Sie ist in 857 Flurstücke aufgeteilt, die eine durchschnittliche Flurstücksfläche von 5340,86 m² haben. In ihr liegt neben dem namensgebenden Ort der Gemeindeteil Querbachshof.

## Geografie
Durch das Kirchdorf fließt der Solzbach, ein rechter Zufluss der Brend. Die Kreisstraße NES 8 führt nach Windshausen (1,8 km nordwestlich) bzw. nach Brendlorenzen (2,6 km östlich). Eine Gemeindeverbindungsstraße führt nach Querbachshof (1,3 km nördlich).

## Geschichte
Der Ort wurde 1018 als „Lutfrideshusen“ erstmals urkundlich erwähnt. Der Ort lag im Fraischbezirk des würzburgischen Amtes Neustadt an der Saale, dem zugleich die meisten Anwesen gehörten. Außerdem war das Rittergut Lebenhan im Ort begütert, das zum Ritterkanton Rhön-Werra gehörte und auf dem zuletzt die Familie von Gebsattel saß.
Mit dem Gemeindeedikt (frühes 19. Jahrhundert) entstand die Ruralgemeinde Leutershausen, zu der Querbachshof gehörte. Sie unterstand in Verwaltung und Gerichtsbarkeit dem Landgericht Neustadt an der Saale. Einige Anwesen unterstanden in der freiwilligen Gerichtsbarkeit dem Patrimonialgericht Lebenhan.
Im Zuge der Gebietsreform in Bayern wurde die Gemeinde Leutershausen am 1. Juli 1972 in die Gemeinde Hohenroth eingegliedert.

## Baudenkmäler
- Johann-Klöhr-Straße 36: St. Bartholomäus und neugotischer Kreuzweg
- Kriegerdenkmal für die Gefallenen des Deutsch-Französischen Krieges 1870/71
- Ein Wegkreuz und ein Bildstock